# Teorema del binomio

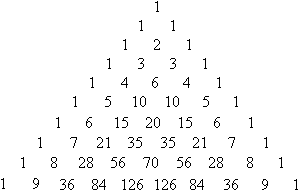
Imagen, del triángulo de Pascal.

En matemáticas, el teorema del binomio es una fórmula que proporciona el desarrollo de la {\displaystyle n}-ésima potencia de un binomio, siendo {\displaystyle n\in \mathbb {Z} ^{+}}. De acuerdo con el teorema, es posible expandir la potencia {\displaystyle (x+y)^{n}} en una suma que implica términos de la forma {\displaystyle ax^{b}y^{c}}, donde los exponentes {\displaystyle b,c\in \mathbb {N} }, es decir, son números naturales con {\displaystyle b+c=n}, y el coeficiente {\displaystyle a} de cada término es un número entero positivo que depende de {\displaystyle n} y {\displaystyle b}. Cuando un exponente es cero, la correspondiente potencia es usualmente omitida del término.
El coeficiente {\displaystyle a} en los términos de {\displaystyle x^{b}y^{c}-x^{c}y^{b}} es conocido como el coeficiente binomial {\textstyle {\binom {n}{b}}} o {\textstyle {\binom {n}{c}}} (los dos tienen el mismo valor).

## Teorema
Este teorema establece que cualquier potencia de un binomio {\displaystyle x+y}, con xy distinto de 0, puede ser expandida en una suma de la forma:
{\displaystyle {\begin{aligned}(x+y)^{n}&=\sum _{k=0}^{n}{n \choose k}x^{n-k}y^{k}\\&={n \choose 0}x^{n}+{n \choose 1}x^{n-1}y+{n \choose 2}x^{n-2}y^{2}+\cdots +{n \choose n-1}xy^{n-1}+{n \choose n}y^{n}\end{aligned}}}
donde
{\displaystyle {\binom {n}{k}}}
es el coeficiente binomial, el cual representa el número de formas de escoger {\displaystyle k} elementos de un conjunto con {\displaystyle n} elementos: las k-combinaciones de un conjunto de n elementos.
Usando la fórmula de cálculo de dicho coeficiente, se obtiene la siguiente ecuación:
{\displaystyle (x+y)^{n}=\sum _{k=0}^{n}{\frac {n!}{k!(n-k)!}}x^{n-k}y^{k}}
Para obtener la expansión de las potencias de una resta, basta con tomar {\displaystyle -y} en lugar de {\displaystyle y} en los términos con potencias impares:
{\displaystyle (x-y)^{n}=\displaystyle \sum _{k=0}^{n}(-1)^{k}{\frac {n!}{k!(n-k)!}}x^{n-k}y^{k}}

### Ejemplos
Como ejemplos, para {\displaystyle n=2,3,4,5}, utilizando los coeficientes del triángulo de Pascal se obtienen estos resultados:
{\displaystyle {\begin{aligned}(x+y)^{2}&=x^{2}+2xy+y^{2}\\(x+y)^{3}&=x^{3}+3x^{2}y+3xy^{2}+y^{3}\\(x+y)^{4}&=x^{4}+4x^{3}y+6x^{2}y^{2}+4xy^{3}+y^{4}\\(x+y)^{5}&=x^{5}+5x^{4}y+10x^{3}y^{2}+10x^{2}y^{3}+5xy^{4}+y^{5}\\(x+y)^{n}&=\sum _{k=0}^{n}{n \choose k}x^{n-k}y^{k}\\\end{aligned}}}

## Teorema generalizado del binomio (Newton)
Isaac Newton generalizó la fórmula para exponentes reales, considerando una serie infinita:
{\displaystyle {(x+y)^{r}=\sum _{k=0}^{\infty }{r \choose k}x^{r-k}y^{k}}}
donde {\displaystyle r} puede ser cualquier número real, no necesariamente positivo ni entero, y los coeficientes están dados por el producto:
{\displaystyle {r \choose k}={1 \over k!}\prod _{n=0}^{k-1}(r-n)={\frac {r(r-1)(r-2)\cdots (r-k+1)}{k!}}}
La expansión para la potencia recíproca es la siguiente:
{\displaystyle {\frac {1}{(1-x)^{r}}}=\sum _{k=0}^{\infty }{r+k-1 \choose k}x^{k}}
La suma en (3) converge y la igualdad es verdadera siempre que los números reales o complejos {\displaystyle x} e {\displaystyle y} sean suficientemente cercanos, en el sentido de que el valor absoluto de {\displaystyle {\frac {x}{y}}} sea menor que uno.

## Teorema Multinomial
El teorema del binomio puede ser generalizado para incluir potencias de sumas de más de dos términos. En general:
{\displaystyle (x_{1}+x_{2}+\cdots +x_{m})^{n}=\sum _{k_{1}+k_{2}+\cdots +k_{m}=n}{n \choose k_{1},k_{2},\ldots ,k_{m}}x_{1}^{k_{1}}x_{2}^{k_{2}}\cdots x_{m}^{k_{m}}.}
En esta fórmula, la suma se toma sobre todos los valores enteros naturales desde {\displaystyle k_{1}}hasta {\displaystyle k_{m}}tales que la suma de todos estos valores es igual a {\displaystyle n}. Los coeficientes de la sumatoria, conocidos como coeficientes multinomiales se calculan según la fórmula:
{\displaystyle {n \choose k_{1},k_{2},\ldots ,k_{m}}={\frac {n!}{k_{1}!\cdot k_{2}!\cdots k_{m}!}}.}
Desde el punto de vista de la combinatoria, el coeficiente multinomial cuenta el número de diferentes maneras de dividir un conjunto de {\displaystyle n} elementos en subconjuntos disjuntos de tamaños {\displaystyle k_{1},k_{2},\ldots ,k_{m}}

## Teorema multi-binomial
A menudo es útil, cuando se trabaja en más de una dimensión, usar productos de expresiones binomiales. Por el teorema del binomio, esto es igual a: 
{\displaystyle (x_{1}+y_{1})^{n_{1}}\dotsm (x_{d}+y_{d})^{n_{d}}=\sum _{k_{1}=0}^{n_{1}}\dotsm \sum _{k_{d}=0}^{n_{d}}{\binom {n_{1}}{k_{1}}}\,x_{1}^{k_{1}}y_{1}^{n_{1}-k_{1}}\;\dotsc \;{\binom {n_{d}}{k_{d}}}\,x_{d}^{k_{d}}y_{d}^{n_{d}-k_{d}}.}
La fórmula anterior puede ser escrita usando la notación multi-índice como sigue:
{\displaystyle (x+y)^{\alpha }=\sum _{\nu \leq \alpha }{\binom {\alpha }{\nu }}x^{\nu }y^{\alpha -\nu }.}

## Regla generalizada del producto (o fórmula de Leibniz de la derivadan-esima)
La Regla General de Leibniz proporciona la {\displaystyle n-}ésima derivada del producto de dos funciones {\displaystyle f(x)} y {\displaystyle g(x)} de manera similar al teorema del binomio:
{\displaystyle (f\cdot g)^{(n)}(x)=\sum _{k=0}^{n}{\binom {n}{k}}f^{(n-k)}(x)g^{(k)}(x).}
En esta igualdad, el superíndice {\displaystyle n} indica la {\displaystyle n-}ésima derivada de una función. Si hacemos {\displaystyle f(x)=e^{ax}} y {\displaystyle f(x)=e^{bx}} se cancela a ambos lados de la igualdad el factor común {\displaystyle e^{(a+b)x}}y se obtiene el teorema del binomio.

## Aplicaciones

### Identidades de ángulos múltiples
Para los números complejos el teorema del binomio puede ser combinado con la Fórmula de De Moivre para proporcionar identidades de ángulos múltiples para las funciones seno y coseno. Según la fórmula de De Moivre:
{\displaystyle \cos \left(nx\right)+i\operatorname {sen} \left(nx\right)=\left(\cos x+i\operatorname {sen} x\right)^{n}.}
Usando el teorema del binomio, la expresión del lado derecho puede ser expandida y luego, las partes real e imaginaria son extraídas para obtener las fórmulas de los ángulos múltiples. Ya que: 
{\displaystyle \left(\cos x+i\operatorname {sen} x\right)^{2}=\cos ^{2}(x)+2i\cos(x)\operatorname {sen}(x)-\operatorname {sen} ^{2}(x)}
Comparando esta igualdad con la fórmula de De Moivre, queda claro que:
{\displaystyle {\begin{aligned}\cos(2x)&=\cos ^{2}(x)-\operatorname {sen} ^{2}(x)\\\operatorname {sen}(2x)&=2\cos(x)\operatorname {sen}(x)\end{aligned}}}
las cuales son las identidades usuales del ángulo doble. 
De manera similar:
{\displaystyle \left(\cos x+i\operatorname {sen} x\right)^{3}=\cos ^{3}(x)+3i\cos ^{2}(x)\operatorname {sen}(x)-3\cos(x)\operatorname {sen} ^{2}(x)-i\operatorname {sen} ^{3}(x)}
Comparando con el enunciado de la fórmula de De Moivre, al separar las partes reales e imaginarias del resultado:
{\displaystyle {\begin{aligned}\cos(3x)&=\cos ^{3}(x)-3\cos(x)\operatorname {sen} ^{2}(x)\\\operatorname {sen}(3x)&=3\cos ^{2}(x)\operatorname {sen}(x)-\operatorname {sen} ^{3}(x)\end{aligned}}}
En general,
{\displaystyle \cos(nx)=\sum _{k{\text{ par}}}(-1)^{k/2}{n \choose k}\cos ^{n-k}(x)\operatorname {sen} ^{k}(x)}
y
{\displaystyle \operatorname {sen}(nx)=\sum _{k{\text{ impar}}}(-1)^{(k-1)/2}{n \choose k}\cos ^{n-k}(x)\operatorname {sen} ^{k}(x)}

### Serie parae
El número e suele ser definido por la ecuación:
{\displaystyle e=\lim _{n\to \infty }\left(1+{\frac {1}{n}}\right)^{n}}
Aplicando el teorema del binomio a esta expresión obtenemos la serie infinita para {\displaystyle e}. En particular:
{\displaystyle \left(1+{\frac {1}{n}}\right)^{n}=1+{n \choose 1}{\frac {1}{n}}+{n \choose 2}{\frac {1}{n^{2}}}+{n \choose 3}{\frac {1}{n^{3}}}+\cdots +{n \choose n}{\frac {1}{n^{n}}}.}
El k-ésimo término de esta suma es:
{\displaystyle {\begin{aligned}{n \choose k}{\frac {1}{n^{k}}}&={\frac {n!}{k!\cdot (n-k)!}}\cdot {\frac {1}{n^{k}}}\\&={\frac {1}{k!}}\cdot {\frac {n(n-1)(n-2)\cdots (n-k+1)\cdot (n-k)!}{(n-k)!}}\cdot {\frac {1}{n^{k}}}\\&={\frac {1}{k!}}\cdot {\frac {n(n-1)(n-2)\cdots (n-k+1)}{n^{k}}}\end{aligned}}}
Como el número {\displaystyle n} tiende a infinito ({\displaystyle n\to \infty }), la expresión racional a la derecha se aproxima a  1:
{\displaystyle {\begin{aligned}\lim _{n\to \infty }{\frac {n(n-1)(n-2)\cdots (n-k+1)}{n^{k}}}&=\lim _{n\to \infty }{\frac {n^{k}+a_{1}\cdot n^{k-1}+a_{2}\cdot n^{k-2}\cdots a_{k+2}\cdot n^{1}+a_{k+1}\cdot n^{0}}{n^{k}}}\\&=\lim _{n\to \infty }{\frac {n^{k}}{n^{k}}}+\lim _{n\to \infty }{\frac {a_{1}\cdot n^{k-1}}{n^{k}}}\cdots \lim _{n\to \infty }{\frac {a_{k+1}\cdot n^{0}}{n^{k}}}\\&=1+0\cdots 0\\&=1\end{aligned}}}
Y por tanto, cuando n tiende a infinito, cada k-ésimo término se reduce a:
{\displaystyle \lim _{n\to \infty }{n \choose k}{\frac {1}{n^{k}}}={\frac {1}{k!}}.}
Lo que indica que {\displaystyle e} se puede escribir como una serie infinita:
{\displaystyle e=\sum _{k=0}^{\infty }{\frac {1}{k!}}={\frac {1}{0!}}+{\frac {1}{1!}}+{\frac {1}{2!}}+{\frac {1}{3!}}+\cdots .}

### Probabilidad
El teorema del binomio está estrechamente relacionado con la función de probabilidad de masa de la distribución binomial negativa. La probabilidad de que una colección (contable) de pruebas de Bernoulli independientes{\displaystyle \{X_{t}\}_{t\in S}} con probabilidad de éxito {\displaystyle p\in [0,1]} no ocurra es:
{\displaystyle P\left(\bigcap _{t\in S}X_{t}^{C}\right)=(1-p)^{|S|}=\sum _{n=0}^{|S|}{|S| \choose n}(-p)^{n}}
Un límite superior útil para esta cantidad es {\displaystyle e^{pn}}.

## Historia
Atribuido a Isaac Newton, el teorema fue en realidad descubierto por primera vez por Al-Karjí alrededor del año 1000. Aplicando los métodos de John Wallis de interpolación y extrapolación a nuevos problemas, Newton utilizó los conceptos de exponentes generalizados mediante los cuales una expresión polinómica se transformaba en una serie infinita. Así estuvo en condiciones de demostrar que un gran número de series ya existentes eran casos particulares, bien por diferenciación, bien por integración.
En el invierno de 1664 y 1665, Newton quien se encontraba en su hogar en Lincolnshire, extendió la expansión binomial en el caso en que {\displaystyle n} es un número racional y en el otoño siguiente, cuando el exponente es un número negativo. Para ambos casos, se encontró con que la expresión resultante era una serie de infinitos términos.
Para el caso de los exponentes negativos, Newton usó la forma escalonada del Triángulo de Pascal, la cual expuso el matemático alemán Michael Stifel en su obra Arithmetica Integra:
{\displaystyle {\begin{matrix}n=0:&1&0&0&0&0&0&0&0&\cdots \\n=1:&1&1&0&0&0&0&0&0&\cdots \\n=2:&1&2&1&0&0&0&0&0&\cdots \\n=3:&1&3&3&1&0&0&0&0&\cdots \\n=4:&1&4&6&4&1&0&0&0&\cdots \\\\\end{matrix}}}
Bajo esta forma es fácil ver, que la suma del j-ésimo elemento y el (j-1)-ésimo elemento de un renglón dan como resultado el elemento j-ésimo del renglón que está debajo. Newton extendió esta tabla hacia arriba, hallando la diferencia entre el j-ésimo elemento en un renglón y el (j-1)-ésimo elemento del renglón por encima del anterior, colocando el resultado como el j-ésimo elemento de ese renglón superior. Así, fue capaz de obtener esta nueva tabla:
{\displaystyle {\begin{array}{rrrrrrrrr}n=-4:&1&-4&10&-20&35&-56&84&\cdots \\n=-3:&1&-3&6&-10&15&-21&28&\cdots \\n=-2:&1&-2&3&-4&5&-6&7&\cdots \\n=-1:&1&-1&1&-1&1&-1&1&\cdots \\n=0:&1&0&0&0&0&0&0&\cdots \\n=1:&1&1&0&0&0&0&0&\cdots \\n=2:&1&2&1&0&0&0&0&\cdots \\n=3:&1&3&3&1&0&0&0&\cdots \\n=4:&1&4&6&4&1&0&0&\cdots \\\end{array}}}

Al darse cuenta de que la serie de números no tenía final, Newton concluyó que para un exponente entero negativo la serie es infinita lo que indica, de hecho, que si la suma {\displaystyle (x+y)} representaba al binomio {\displaystyle (1+x)} el resultado obtenido es válido si {\displaystyle x} se encuentra entre -1 y 1. Si {\displaystyle n} es un número racional, estudiando el patrón obtenido, Newton pudo obtener coeficientes binomiales para fracciones tales como {\displaystyle {\frac {1}{2}}}, {\displaystyle {\frac {3}{2}}} y {\displaystyle {\frac {5}{2}}}, por ejemplo. En ese caso, si {\displaystyle n={\frac {1}{2}}}, los coeficientes son {\displaystyle 1}, {\displaystyle -{\frac {1}{2}}}, {\displaystyle {\frac {1}{8}}}, {\displaystyle -{\frac {5}{128}}}, etc. Newton pudo comprobar, que si multiplicaba la expansión para {\displaystyle {\frac {1}{2}}}, por sí misma, obtenía precisamente el caso en que {\displaystyle n=1}.
A partir de este descubrimiento, Newton tuvo la intuición de que se podía operar con series infinitas del mismo modo que con expresiones polinómicas finitas. Newton nunca publicó este teorema. Lo hizo Wallis por primera vez en 1685 en su Álgebra, atribuyendo a Newton este descubrimiento. El teorema binómico para {\displaystyle n=2} se encuentra en los Elementos de Euclides (300 a. C.) y el término «coeficiente binomial» fue introducido por Stifel.